# Nothembius aberrans
Nothembius aberrans är en mångfotingart som beskrevs av Chamberlin 1916. Nothembius aberrans ingår i släktet Nothembius och familjen stenkrypare. Inga underarter finns listade i Catalogue of Life.